# María Eliana Vega Soto
María Eliana Vega Soto (Coyhaique, 23 de abril de 1961) es una periodista, activista por los derechos humanos y escritora chilena, especializada en temas vinculados a los Derechos Humanos. En 2017 fue galardonada con el Premio a los Derechos Humanos, en la categoría Prensa Regional del Museo de la Memoria 2017 y con la medalla al mérito Pencopolitano “René Louvel Bert”, a la Vecina Destacada de Concepción 2018. Este 2020 le fue otorgado el Premio a la Trayectoria 2020 - Periodismo, Memoria y Derechos Humanos.

## Familia y primeros años
Nació en Coyhaique (1961) donde vivió hasta los 6 años. Su infancia en dicha ciudad estuvo matizada por la nieve y los paseos familiares a lugares de extraordinaria belleza.
Es la menor de las tres hijas de Sergio Vega Zamorano, electricista, libretista de radio, director amateur de teatro, entre otras aficiones y de Elba Soto Villanueva, contadora.
A raíz de la crudeza de la vida en tierras aiseninas y de la lejanía con el resto de la familia, sus padres emprenden el regreso y en 1967, la familia se instala en Coelemu, comuna de la provincia de Ñuble.

## Estudios
María Eliana realizó sus estudios primarios en la Escuela de Niñas N° 7 y cursó la enseñanza media en Liceo de Coelemu. Ya para entonces su vocación de periodista empezaba a manifestarse, incentivada también por su padre. Estudiando en el liceo también fue cuando tuvo sus primeras aproximaciones a la violación de derechos humanos que ocurría en el país, a partir del golpe de Estado del 11 de septiembre de 1973 en Chile. 
Coelemu no estuvo ajena a la represión, y en ese contexto, conoció muy de cerca la historia de quien fuera alcalde de la comuna, Luis Acevedo Andrade, detenido desaparecido desde el 30 de abril de 1974, a través de su hijo mayor, José, con quien fue compañera de estudios.
En 1979, tras rendir la Prueba de Aptitud Académica, se traslada a Santiago para estudiar Periodismo en la Escuela de Periodismo de la Pontificia Universidad Católica de Chile, de la cual egresó en 1983.
Luego de su egreso, María Eliana Vega ha continuado perfeccionándose en materias de su interés. Cursó exitosamente el Diplomado en Análisis y Gestión del Medio Ambiente en 1997 del Centro Eula, Universidad de Concepción y el de Conflictos Ambientales en 2000 ofrecido por la Universidad San Sebastián.
Una década más tarde cursó el Diplomado Internacional de Especialización en Derechos Humanos y Comunicaciones de la Fundación Henry Dunant en Santiago de Chile y el 2016 el Diplomado en Derechos Humanos, Pedagogía de la Memoria y Derechos Culturales de la misma fundación. E estas mismas temáticas cursó en 2017 la especialización en línea "Archivos y Derechos Humanos. Aprendizajes internacionales en contexto de (post) conflictos" (Escuela Superior de Archivística y Gestión de Documentos de la Universidad Autónoma de Barcelona). 
A estas especializaciones ha sumado cursos en línea como el de  "Herramientas de Periodismo Investigativo" (Knight Center for Journalism, Texas), "Conservación material documental digital: soporte y contenido” (Fundación Ciencias de la Documentación, España), "Planificación e implementación de proyectos de digitalización” (Biblioteca Nacional y Dirección de  Bibliotecas, Archivos y Museos de Chile), entre otros.
En relación con el rescate patrimonial de archivo, también ha realizado diversos cursos como  el taller "Archivar fotografías, cómo y por qué. Procesos, contenido y enfoques para la gestión del patrimonio documental fotográfico"(ONG Cet Sur y Archivo de Cultura Tradicional  de Artistas del Acero), Taller "Archivo y gestión del patrimonio audiovisual, técnicas, tecnologías y diálogos críticos" (Escuela de Verano UdeC) y el Taller "Organización de archivos patrimoniales para la salvaguardia del patrimonio cultural inmaterial" (ONG Cet Sur y Archivo de Cultura Tradicional de Artistas del Acero)

## Carrera periodística
Sus labores profesionales las inició en el diario vespertino Crónica de Concepción en 1983. También fue corresponsal de Diario La Nación (1990-2003) y reportera y editora en diario Crónica de Concepción  entre 2003 y 2006 (hoy Diario La Estrella).
Poco después de titularse de periodista, ingresó a la Pastoral de Derechos Humanos del Arzobispado de Concepción y estuvo a cargo de la unidad de comunicaciones (1985-1990), editando el Boletín Derechos Humanos. Esa labor marcó su opción por los derechos humanos, que se mantiene inalterable hasta hoy, contribuyendo con sus libros y publicaciones al rescate de la memoria reciente de los hechos ocurridos en la dictadura cívico-militar en la región del Bío Bío.

## Actividades destacadas
Desde 2005 dirige el diario electrónico www.tribunadelbiobio.cl donde también ha desarrollado proyectos  de rescate de memoria como “Relatos de nuestra memoria reciente”.
Desde 2015, forma parte del directorio de la Corporación Memorias del Bio Bio que trabaja en el rescate de la memoria del carbón.
Cuenta con un archivo fotográfico de negativos en blanco y negro, con registro de manifestaciones y acciones de organizaciones que lucharon contra la dictadura en la década de los 80 en Concepción.

## Labor gremial
Es secretaria general del Consejo Regional Bío Bío del Colegio de Periodistas entre 2002 y 2008. Desde 2014 a septiembre de 2016, se desempeña como secretaria del Tribunal Regional de Ética del Consejo Regional Bío Bío del Colegio de Periodistas de Chile. Luego de estas experiencias lograr el cargo de presidenta del Consejo Regional Bío Bio del Colegio de Periodistas de Chile, para los periodos 2016-2018 y 2018-2020.

## Publicaciones
Es autora de varios libros sobre derechos humanos y patrimonio. Entre ellos “Identidad y Cultura Minera” (1994) ;  “Nunca me imaginé",  libro testimonial sobre personas viviendo con el VIH/Sida (1995).
En 1999, tras una investigación de tres años, publicó el libro “No hay dolor inútil”, que recoge los principales casos de violaciones a los derechos humanos ocurridos en la zona durante la dictadura y la labor de la Iglesia de Concepción en la defensa de las personas afectadas por la represión.
En 1999 y a raíz de cierre de las faenas extractivas de la mina de Lota, edita el texto “Cuando la luz se apaga. El día en que se cerró la mina de Lota”. 
En 2015 participó en el proyecto Fondart “Memoria Visual de la lucha callejera de los 80 en Concepción” en calidad de co ejecutora junto a las profesionales Paula Cisterna y Paz Arellano, editando el libro “Resistencia en blanco y negro”.
Durante 2016 y 2017 trabajó en el libro “Nuestros días en el Estadio”, que recoge relatos de personas que estuvieron detenidas en el Estadio Regional de Concepción, tras el golpe de estado de 1973 y que contó con el apoyo del Fondo de Apoyo a Iniciativas Culturales Comunales, FAICC 2016.
En 2018 trabajó en la investigación y edición del libro “Un hombre en llamas. La historia de Sebastián Acevedo Becerra”,  que se presentó en marzo de 2019 en Coronel y en abril de 2019 en Concepción.
- "Identidad y Cultura Minera". (1994) Concepción.[4]
- "Nunca Imaginé". (1995) Concepción.
- "No hay dolor inútil". (1999) Concepción.[5]
- "Cuando la luz se apaga". (1999) Concepción.[6]
- "Resistencia en blanco y negro", (2015) co ejecutora(*) Concepción[7]
- "Nuestros días en el Estadio". (2017) Concepción.[8]
- "Un hombre en llamas. La historia de Sebastián Acevedo Becerra". (2019) Concepción.[9]